# Мехбалыев, Саттар Сулиддин оглы
Саттар Сулиддин оглы Мехбалыев (азерб. Səttar Suliddin oğlu Möhbalıyev; род. 28 октября 1955, Кивраг, Нахичеванская АССР) — государственный и политический деятель. Депутат Милли меджлиса Азербайджанской Республики II, III, IV, V, VI, VII созывов. Доктор экономических наук, профессор.

## Биография
Родился в 1955 году в посёлке Кивраг, административный центр Кенгерлинского района Нахичеванской Автономной Республики Азербайджана. 
В 1979 году окончил Азербайджанский институт народного хозяйства им. Буниятзаде.
В 1976-1980 году работал товароведом, инженером-экономистом и заместителем главного бухгалтера в Бакинском производственно-строительном объединении.  
С 1980 по 1991 годы работал в Республиканском комитете профсоюза работников автотранспорта и автомобильных дорог инспектором-инструктором, начальником финансового отдела. 
С 1993 года председатель Конфедерации профсоюзов Азербайджана.
С 2010 года — председатель профсоюза работников образования Азербайджана.
Лауреат международной премии им. Махмуда аль-Кашгари. 
Действительный член Российской академии социальных наук, Международной Академии наук по исследованию тюркского мира. 
Член Совета по объединению азербайджанцев мира. 
Вице-президент Международной конфедерации свободных профсоюзов и Паневропейского регионального совета. 
Автор научных статей, ряда учебников и учебно-методических пособий. 
На 3 съезде Международной конфедерации профсоюзов, прошедшем с 18 по 23 мая 2014 года в Берлине, был избран вице-президентом организации. 
Депутат Милли меджлиса Азербайджана II (2000—2005 годы), III (2005—2010), IV (2010—2015), V (2015—2020) созывов.
Депутат Милли Меджлиса VI (2020—2025) созыва.
Член комитета по труду и социальной политике, региональным вопросам, член дисциплинарной комиссии Милли Меджлиса АР.
Руководитель межпарламентской рабочей группы по отношениям с Польшей.
В сентября 2024 года на досрочных парламентских выборах в Азербайджане 1 сентября одержал победу в Бабек-Шахбуз-Кенгерлинском избирательном округе №3. Официально стал депутатом Милли Меджлиса Азербайджана седьмого созыва, первое заседание которого состоялось 23 сентября 2024 года.

## Награды
- Орден «Слава» (Азербайджан) (24 ноября 2005 года) — по случаю 100-летия создания в Азербайджане профессиональных союзов за заслуги в развитии профсоюзного движения[8].
- Медаль «100-летие Азербайджанской Демократической Республики».
- Почётный диплом Президента Азербайджанской Республики (28 октября 2015 года) — за плодотворную деятельность в развитии профсоюзного движения в Азербайджанской Республике[9].
- Медаль «МПА СНГ. 25 лет» (27 марта 2017 года, Межпарламентская ассамблея СНГ) — за заслуги в деле развития и укрепления парламентаризма, за вклад в развитие и совершенствование правовых основ функционирования Содружества Независимых Государств, укрепление международных связей и межпарламентского сотрудничества[10].